# 3298 Massandra
3298 Massandra è un asteroide della fascia principale del diametro medio di circa 11,16 km. Scoperto nel 1979, presenta un'orbita caratterizzata da un semiasse maggiore pari a 2,3529275 au e da un'eccentricità di 0,1927669, inclinata di 2,56875° rispetto all'eclittica.
L'asteroide è dedicato all'omonima località della Crimea.